# Buick Rainier
Le Buick Rainier est un véhicule utilitaire sport de la marque Buick. Lancé en juillet 2003, il remplaça le Oldsmobile Bravada et fut arrêté en 2007. Il a fait partie des trois utilitaires qu'a commercialisé Buick dans les années 2000 : le Rainier, le RendezVous (2001-2007) et le Terraza (2004-2007).
Le véhicule était basé sur la plateforme GMT360 de General Motors qui comprenait les modèles Chevrolet TrailBlazer, GMC Envoy, Oldsmobile Bravada, Isuzu Ascender et le Saab 9-7X.
Il existait en deux motorisations, un V6 de 4,2 litres et un V8 de 5,3 litres. Il offrait aussi la transmission intégrale.